# Mike Plant
Mike Plant (Minneapolis, 21 de noviembre de 1950 – Atlántico Norte, 1992) fue un navegante solitario estadounidense. Compitió en las regatas BOC Challenge y Vendée Globe.
Después de cinco años navegando en solitario, había recorrido más de 100,000 millas en el mar, y había establecido el récord de la circunnavegación del globo en solitario para un americano, con un tiempo de 135 días. Compitió con los barcos Airco Distributor, Duracell y Coyote.
En 1992, Plant se estaba preparando para competir en su segunda Vendée Globe a bordo del Coyote, un potente balandro de 60 pies; se perdió en el mar mientras navegaba desde Nueva York hasta Les Sables-d'Olonne, Francia, para tomar parte en la regata. El Coyote se encontró 32 días después volteado, sin el bulbo de plomo de 8,400 libras que remataba la quilla. En el momento de su muerte, Plant era uno de los únicamente cinco personas del mundo que habían completado tres circunnavegaciones del globo en solitario, junto con Bertie Reed, Guy Bernardin, Jean-Luc Van Den Heede y Philippe Jeantot.

## Documental
En octubre de 2018 se estrenó un documental de larga duración sobre Mike Plant. La película, titulada Coyote: The Mike Plant Story, fue dirigida por Thomas Simmons, un sobrino de Plant. En ella aparecen navegantes notables como Ken Read y Philippe Jeantot, así como varios amigos y miembros de la familia de Plant.